# Saint-Brieuc-des-Iffs
Saint-Brieuc-des-Iffs település Franciaországban, Ille-et-Vilaine megyében. Lakosainak száma 323 fő (2022. január 1.). Saint-Brieuc-des-Iffs Tinténiac, La Chapelle-Chaussée, Les Iffs és Saint-Symphorien községekkel határos.

## Népesség
A település népessége az elmúlt években az alábbi módon változott:
| Lakosok száma | 258  | 279  | 288  | 352  | 348  | 340  | 340  | 331  | 328  | 323  |
|               | 1968 | 1982 | 1990 | 2006 | 2013 | 2015 | 2017 | 2019 | 2020 | 2022 |